# Gustaf Ramberg
Carl Gustaf Ramberg (Rahmberg), född 1865 i Helsingborg, död 1916 i Mellbystrand, Hallands län, var en svensk underofficer,  målare och grafiker.
Han var son till godsägaren och häradsdomaren Johannes Jönsson och Elina Ramberg samt bror till Gerda Nordling. Ramberg började som militär och blev underofficer vid Skånska husarregementet. Han begärde avsked och reste till Amerika där han under fem år arbetade som cowboy. Han återvände därefter till Europa och studerade konst under några år vid Académie Carmen i Paris. Separat ställde han ut i Helsingborg samt Laholm och han medverkade i utställningarna Svensk konst i Helsingborg, Lundautställningen 1907, Baltiska utställningen i Malmö 1914. Han medverkade i samlingsutställningar arrangerade av Konstföreningen för södra Sverige och Skånska konstnärslaget. En minnesutställning med Rambergs konst visades 1916 i Helsingborg. Bland hans offentliga arbeten märks en altartavla i Raus kyrka som vid kyrkans restaurering på 1930-talet flyttades. Hans konst består av betande hästar eller grönskande kullar från Ven. Ramberg är representerad vid Helsingborgs museum,
Tomelilla museum och Kulturen